# Neue Synagoge (Třebíč)
Koordinaten: 49° 13′ 4″ N, 15° 52′ 46″ O

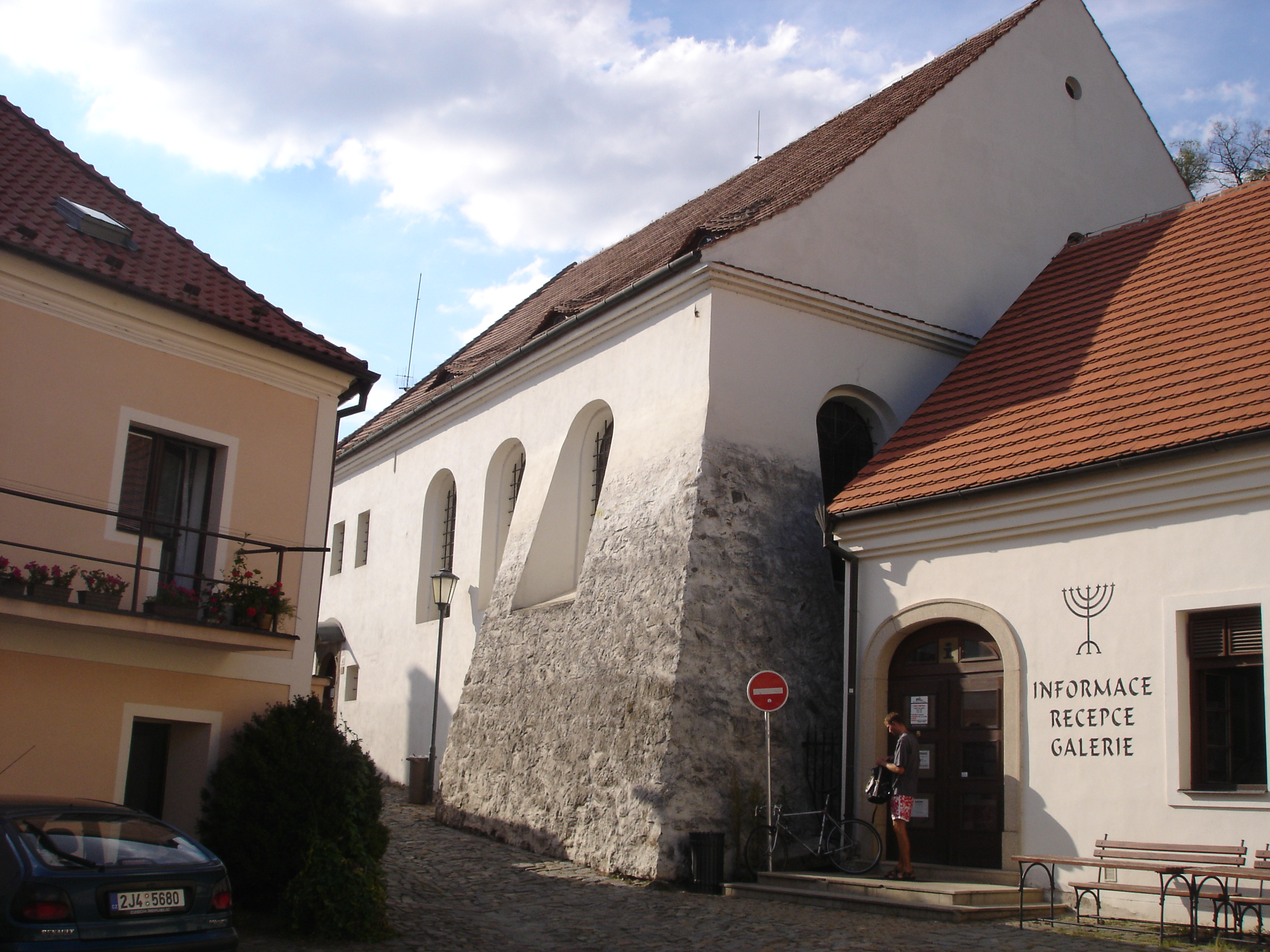
Neue Synagoge in Třebíč

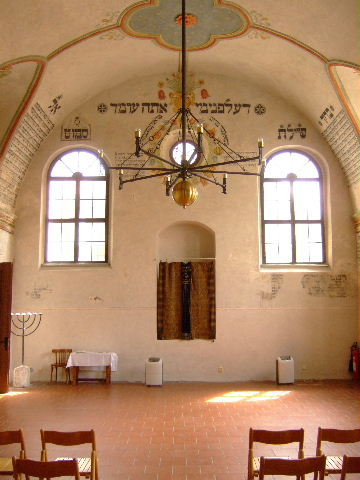
Innenansicht

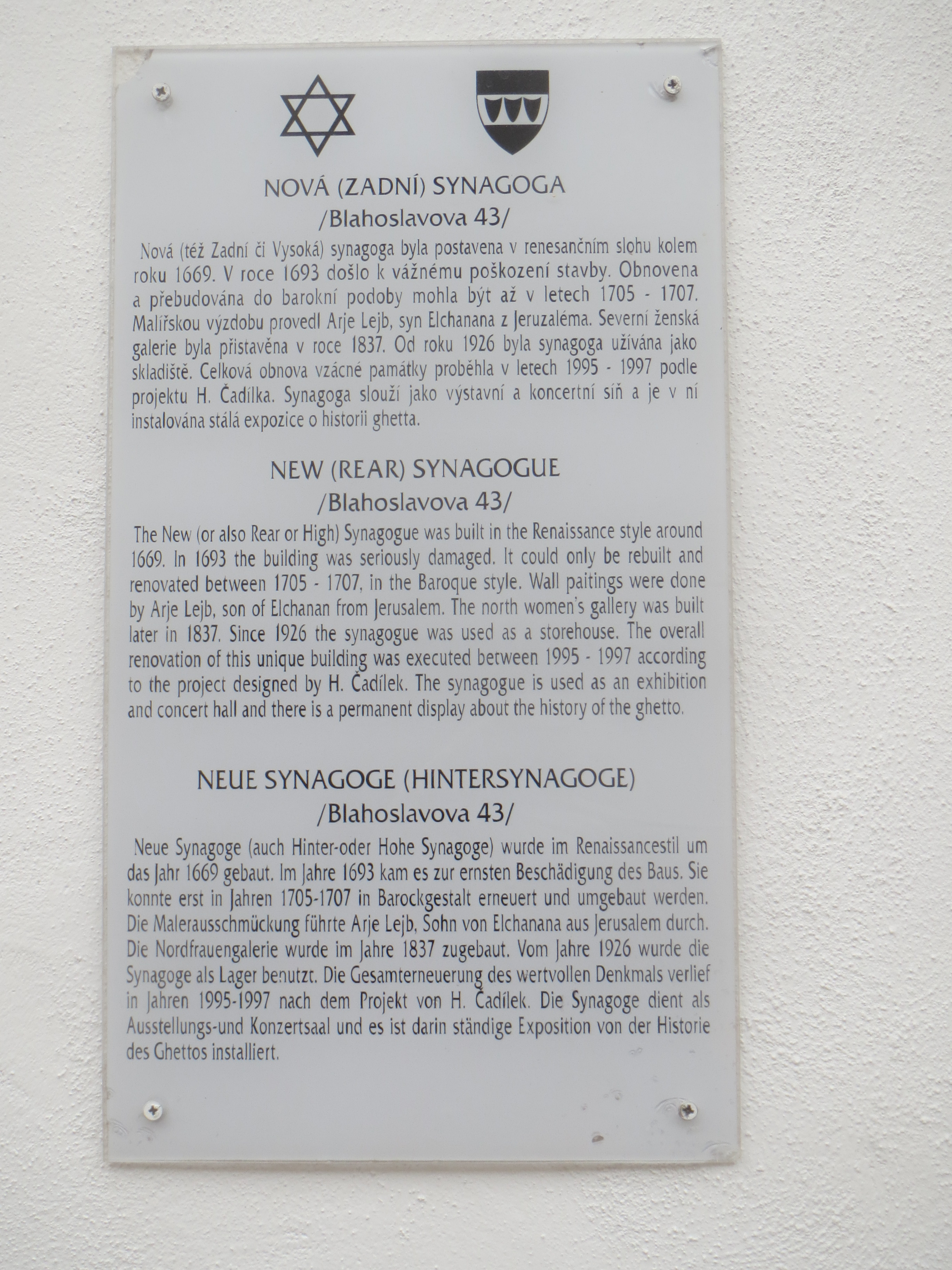
Infotafel zur Synagoge

Die Neue Synagoge in Třebíč (deutsch Trebitsch), einer Stadt im Okres Třebíč in Tschechien, wird auch als Hintere Synagoge, Hohe Synagoge oder Oberes Bethaus bezeichnet. Sie wurde circa 1669 im Stil der Renaissance errichtet. Nach der Alten Synagoge war sie die zweite große Synagoge des Ortes.

## Geschichte
Bereits 1693 kam es zu erheblichen Beschädigungen, die erst zwischen 1705 und 1707 ausgebessert wurden. Die Umbauarbeiten wurden im Stil des Barock durchgeführt.
Da die Gemeinde durch Abwanderungen aus dem ehemaligen jüdischen Viertel stark geschrumpft war, wurde sie ab den 1920er Jahren nicht mehr für den Gottesdienst genutzt, sondern zu einer Lagerhalle umgewandelt. Das blieb auch nach dem Zweiten Weltkrieg so. In diesen Jahren erlitt das Gebäude erhebliche Schäden.
Ende der 1980er Jahre wurde mit der Restaurierung begonnen. Dabei wurden auch Originalgemälde und Bibeltexte in hebräischer Sprache von 1705, die im Laufe der Zeit übertüncht worden waren, wiederentdeckt und restauriert.
Die Synagoge hatte die Besonderheit, dass der Zugang zu den Frauenräumen nur über einen Treppenaufgang des in Privatbesitz befindlichen Nachbarhauses möglich war.
Heute ist das Gebäude ein geschütztes Kulturdenkmal und wird als Ausstellungs- und Konzertsaal genutzt. Es ist als Teil des ehemaligen jüdischen Viertels seit dem Jahr 2003 in die Liste des UNESCO-Welterbes aufgenommen.